# Pipa (ätt)
Pipa var en svensk medeltida frälsesläkt vilkens medlemmar förde en sparre i vapnet.

1308 nämns en Gudmund Pipa som ärver Bengt Knutsson (Ribbing). Gudmund Pipa bytte sedan med Magnus Sture detta gods mot en stor gård i Solberga. 
Tomas Pipa (död före 8 februari 1397) var gift med Sigrid Bengtsdotter (Sparre av Hjulsta och Ängsö) 
1. Väpnaren Bengt Tomasson (Pipa) var gift 1) före 1404 med Katarina Eriksdotter (Bielke), dotter till Erik Nilsson (Bielke), och Ingeborg Bengtsdotter (Lars Björnssons ätt).
  1. Tomas Bengtsson (död hösten 1445) gift med Ingrid Bengtsdotter (Vinstorpaätten). [4]
  2. Birgitta Bengtsdotter gift med Henrik Styke.
  3. Anna Bengtsdotter, ärvde brodern efter hans död.[5]